# Boni (Bénin)
Pour les articles homonymes, voir Boni.
Boni est l'un des huit arrondissements de la commune de Savè dans le département des Collines au centre du Bénin.

## Géographie
L'arrondissement de Boni_(Bénin) est situé au centre du Bénin et compte 6 villages. Il s'agit de : 
- Agbadjo ;
- Agbaigodo ;
- Awo Seriki ;
- Djangbe ;
- Kilibo Ogbo ;
- Tchougbe.

## Démographie
Selon le recensement de la population de 2013 conduit par l'Institut national de la statistique et de l'analyse économique (INSAE), Boni compte 9158 habitants.